# Efraasia
Efraasia là một chi khủng long, được Galton mô tả khoa học năm 1973.